# トリプルスレットマッチ

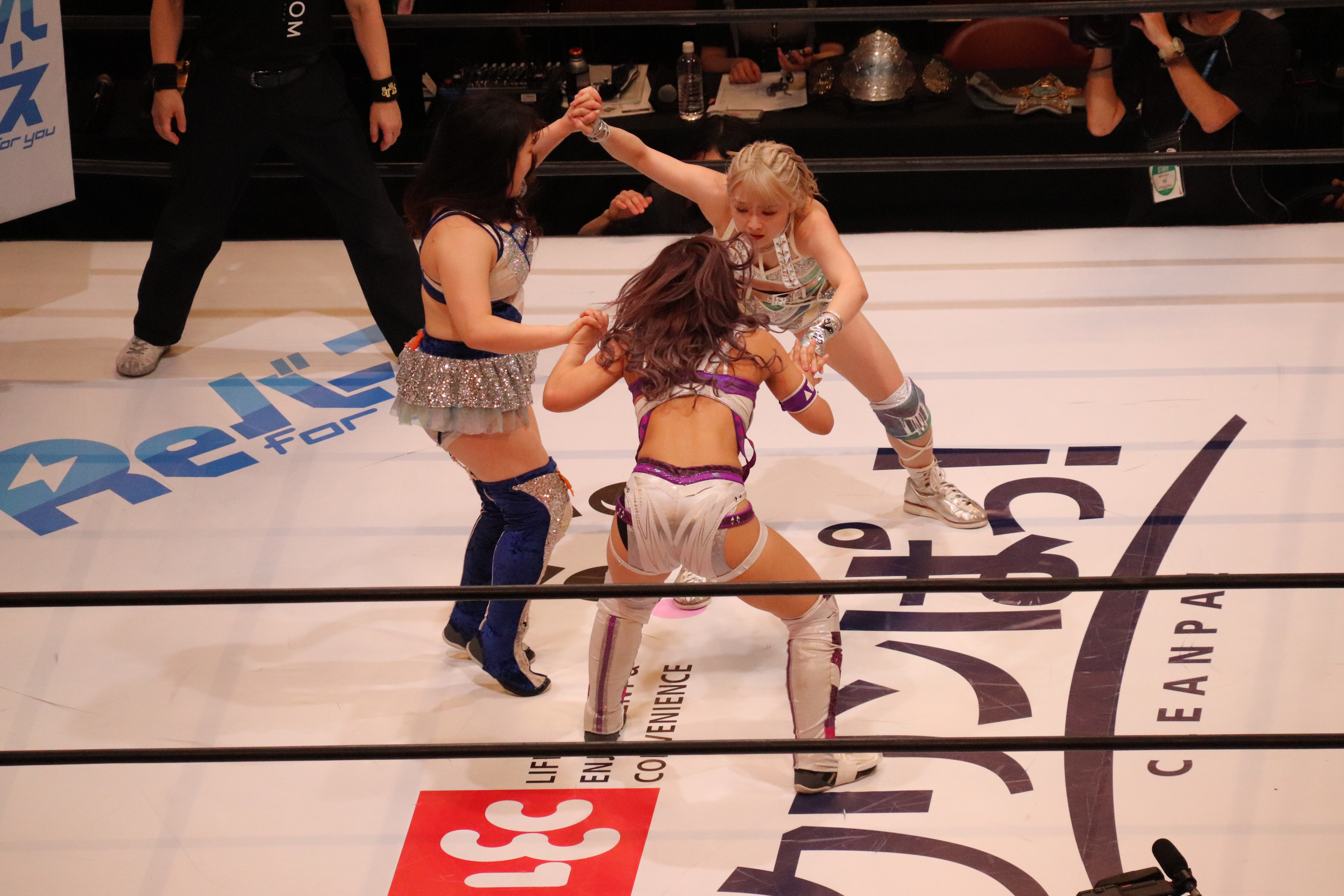
トリプルスレットマッチ

トリプルスレットマッチ（Triple Threat Match）は、プロレスなどで見られる試合形式の1つ。

## 試合方式
3名の個人、またはタッグチームが同時に戦い、自分以外の2人（または2チーム）は敵という状況の中で、いずれかをフォールやギブアップなどで倒すと勝利となる。バトルロイヤルと異なり、いずれか2人の間でフォールやギブアップが出た時点で勝敗が決定し、残りの1人は勝敗にかかわっていなくても敗北となるため、カットを行って敵を助けるということも必要となってくる。
いかにもう一人の相手にカットされないようにしてフォールやギブアップを取るかが重要であり、止めをさす前に場外へ叩き落したり、コーナーなどに釘付け状態にしたり、強烈な技をかけてグロッキー状態にしたりしなければならない。そのためいつ試合が終わるかわからない非常に白熱した試合となる。
3WAYマッチ、3WAYダンス、三つ巴戦とも呼ばれ、同じ形式で4人で行われる場合はフェイタル4ウェイマッチ、6人で行われる場合はシックスパック・チャレンジと呼ばれる。4人以上の場合は○○ウェイマッチ（○○には試合をする人数が入る）と呼ばれる。
プロレス団体、試合によってはバトルロイヤル同様の勝ち残り方式が採用される事もある。
この形式を得意とするレスラーにはアイスリボン所属の藤本つかさがおり、同団体内には彼女の提唱によりトライアングルリボン王座なるタイトルが創設されている。
なお、前出のトライアングルリボン王座以外にも時折タイトルマッチがこの形式で行われることがあるが、この場合、基本的にタイトル保持者は勝敗に関わらなくてもタイトルを失う。そのため、挑戦者同士で勝敗が決してしまい、タイトル保持者が負けた訳ではないのに王座が移動するケースも起きるため、タイトル保持者は自分だけでなく他の対戦者の行動にも注意しなければならず、よりゲーム性が強くなっている。
北米におけるトリプルスレットはリング内に2人だけが入って戦う（タッグマッチ同様タッチして交代）ルールとされており、女子プロレスのスターダムではこのルールに則った「トリプルバトル」、4人以上の「スクランブル・バトル」がある。
三者による決着方式としてトリプルスレット以外にも、大相撲でも使用されている巴戦方式が使用される事もある。

## 批判
プロレスラーのグンター（発言当時はウォルター）は、トリプルスレットマッチはゲーム性が高く、プロレスの試合にあるアスリート対アスリートの競技性を希薄にしてアクションショーにしてしまうと批判している。